# Iain Banks

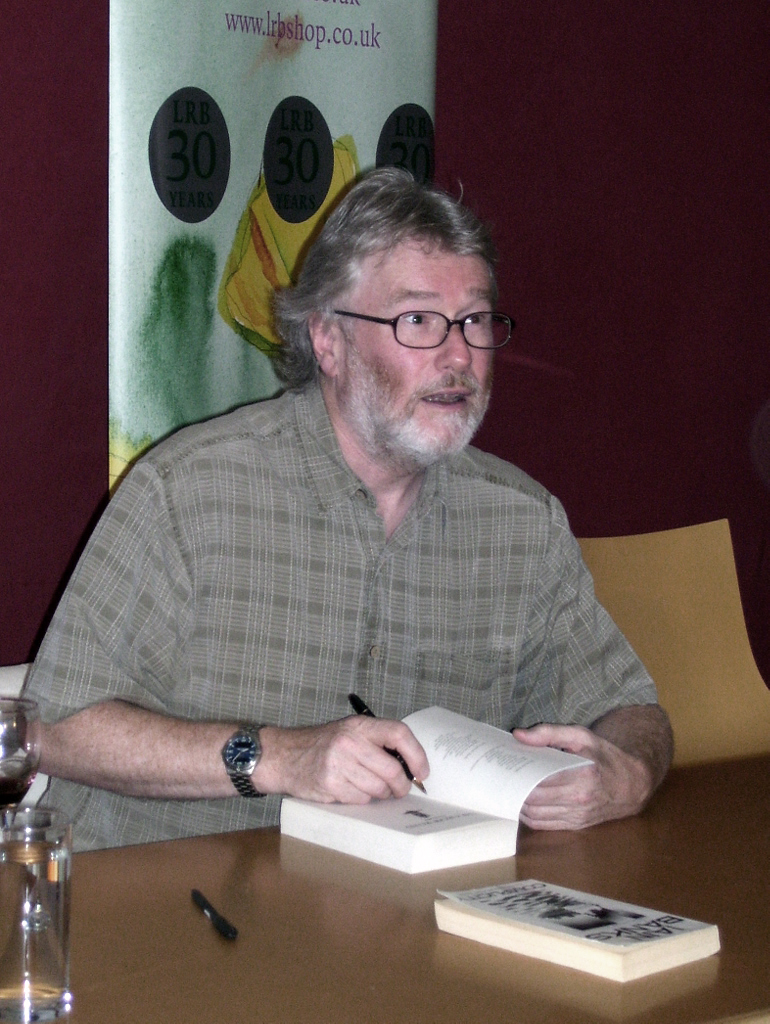
Iain Banks, skotsk författare.

Iain Menzies Banks, född 16 februari 1954 i Dunfermline i Fife, död 9 juni 2013 i Kirkcaldy i Fife, var en skotsk författare. Han skrev mainstreamlitteratur som Iain Banks och science fiction som Iain M. Banks, vilket inkluderar det tagna mellannamnet Menzies, så att hans verk kan åtskiljas bland genrerna. 
När debuten Getingfabriken släpptes, arbetade han på en advokatbyrå i London. Mest känd är han för böckerna om Kulturen (The Culture), en galaxomspännande civilisation.

## Utbildning
Banks läste engelska, filosofi och psykologi vid University of Stirling.
Efter sina akademiska studier flyttade han till London och bodde i södra England till 1988, då han återvände till Skottland, först till Edinburgh och senare till Fife.

## Familj
Banks far var officer i Amiralitetet och hans mor var professionell skridskoåkare. Banks träffade sin blivande hustru Annie i London, innan hans första bok släpptes 1984. De gifte sig i Hawaii 1992.

## Ideologi och livssyn
En stark medvetenhet om historia och övertygelser skymtar i Banks författargärning. Politiskt stod han till vänster och tillhörde den grupp som försöker ställa Tony Blair inför riksrätt för att bland annat ha ljugit om Irakkriget. Banks har även uttalat sitt stöd för skotsk självständighet. Tidigare var han en av signatärerna på Declaration of Calton Hill, som krävde skotsk självständighet.
Banks var en sekulär humanist och "Honorary Associate of the National Secular Society" och en framstående supporter för Humanist Society of Scotland.

## Utmärkelser
Asteroiden 5099 Iainbanks är uppkallad efter honom.

### Enstaka romaner
- 1984 The Wasp Factory (på svenska, Getingfabriken, 1985)
- 1985 Walking on Glass (på svenska, Gå på glas, 1987)
- 1986 The Bridge
- 1987 Espedair Street
- 1989 Canal Dreams
- 1992 The Crow Road
- 1993 Complicity (på svenska, Skuld, 2008)
- 1993 Against a Dark Background
- 1994 Feersum Endjinn
- 1995 Whit
- 1997 A Song of Stone
- 1999 The Business
- 2002 Dead Air
- 2003 Raw Spirit
- 2004 The Algebraist
- 2007 The Steep Approach to Garbadale
- 2009 Transition

### Serier
Kulturen-romanerna består för närvarande av en dekalogi:
- 1987 Consider Phlebas

Den första Kulturen-romanen. Dess huvudperson arbetar åt det religiösa Idiran-imperiet mot Kulturen. En rik, även om den i grunden är en rak berättelse om att rädda en av Kulturens artificiella nästan mänskliga ”förnimmare”, Qualia-medvetandena, så äger den rum mot bakgrundsmullret från det galax-omspännande Idirankriget.
- 1988 The Player of Games

En skicklig men uttråkad game-spelare från Kulturen är insyltad och utpressad att arbeta som Särskilda Omständigheter agent i det brutala interstellära Azad-Imperiet. Deras samhällssystem och statsledning är helt baserad på ett sinnrikt strategispel.
- 1990 Use of Weapons

En snårig berättelse om en Kulturens legosoldat kallad Zakalwe. Kapitel som beskriver dennes äventyr för Särskilda Omständigheter växlar med historier från hans förflutna, där läsaren sakta upptäcker varför denne man är så bekymrad
- 1991 The State of the Art

En novellsamling, varav flertalet saknar samband med Kulturen. Den innehåller dock två noveller och den eponymiska titel-kortromanen, vilka utspelar sig i detta universum. Kortromanen handlar om ett Kulturen-uppdrag till Jorden under 1970-talet.
- 1996 Excession

Kulturens Psyken upptäcker ett Externkontext Problem, en term myntad av Banks för romanens ändamål; något är så sällsport oväntat och sällsamt att det skulle kunna skaka deras civilisation i sina grundvalar.
- 1998 Inversions

Detta är helt klart ett Särskilda Omständigheter uppdrag sett från andra sidan – på en planet vars utvecklingsnivå är ungefär på 1200-talets Europas. Inversions har inte fått etiketten "En Kulturen-roman", men den anses allmänt utspela sig i samma universum.
- 2000 Look to Windward

Lite av en uppföljare till Consider Phlebas. Kulturen har lagt sig i Chels utveckling med förskräckande följder. Nu i ljuset av en stjärna, som förstördes 800 år tidigare under Idiran-kriget, kläcks planer för hämnd.
- 2008 Matter

Djan Seriy Anaplian, en Särskilda Omständigheter agent, återvänder till sin krigshärjade feodala värld. Kulturen måste avgöra om man ska blanda sig i denna världs problem eller ej.
- 2010 Surface Detail

En före detta slavinna, som blev mördad av sin ägare och sedan reinkarnerad genom intervention från en av Kulturens goldondrar, söker hämnd mot den vidare bakgrunden av en intrig i ett krig mellan de virtuella och verkliga världarna över virtuella Helvetens framtid.
- 2012 – The Hydrogen Sonata ISBN 978-0356501505